# Golpejas
Golpejas là một đô thị ở tỉnh Salamanca, phía tây Tây Ban Nha, cộng đồng tự trị Castile-Leon. Đô thị này có cự ly 22 kilômét so với thành phố tỉnh lỵ Salamanca và có dân số 193 người.

## Địa lý
Đô thị này có diện tích 11.79 km².
Đô thị này nằm ở khu vực có độ cao 787 metres trên mực nước biển.